# Мактуб (Коэльо)
«Мактуб» (порт. „Maktub“) — сборник небольших притч Пауло Коэльо, некоторые из которых взяты автором из различных источников и культур и представляют собой фрагменты из сокровищницы мировой мудрости, разбавленные историями, написанными с июня 1993-го по июнь 1994-го. На языке «фарси» и по-арабски слово «мактуб» буквально означает «написанное».